# Сидър Хилс
Сидър Хилс (на английски: Cedar Hills) е град в окръг Юта, щата Юта, САЩ. Сидър Хилс е с население от 3094 жители (2000) и обща площ от 5,1 km². Намира се на 1511 m надморска височина. ЗИП кодът му е 84062, а телефонният му код е 801.